# Янаул (Аскінський район)
Янау́л (рос. Янаул, башк. Яңауыл) — присілок у складі Аскінського району Башкортостану, Росія. Входить до складу Мутабашівської сільської ради.
Населення — 53 особи (2010; 58 у 2002).
Національний склад:
- башкири — 95 %